# Georgios Akropolites
Georgios Akropolites (latinizat ca Acropolites sau Acropolita; în limba greacă: Γεῶργιος Ἀκροπολίτης, Georgios Akropolitês; n. 1217 sau 1220, Constantinopol – d. decembrie 1282, Bulgaria) a fost un cronicar și om de stat bizantin.

## Viața
La vârsta de 16 ani, a fost trimis de către tatăl său, logothetul Constantin Akropolites "cel Bătrân", la curtea lui Ioan Vatatzes, împăratul bizantin de la Niceea, unde Akropolites și-a continuat studiile având ca profesori pe Theodor Hexapterygos și Nichifor Blemmydes. După aceea, împăratul niceean i-a încredințat importante misiuni de stat, ca și succesorii săi (Theodor al II-lea Laskaris și Mihail al VIII-lea Paleologul). În anul 1244 i s-a conferit funcția oficială de mare logothet sau cancelar.
În postura de comandant pe câmpul de bătălie în 1257 împotriva lui Mihail al II-lea, despot al Epirului, el a demonstrat slabe capacități militare. A fost capturat și ținut prizonier vreme de doi ani, fiind eliberat de către Mihail Paleologul. Între timp, salvatorul său fusese proclamat împărat de Niceea, după care l-a alungat pe Balduin al II-lea, ultimul împărat al Imperiul Latin din Constantinopol, și a restaurat Imperiul Bizantin; din acel moment, Akropolites a devenit cunoscut în istoria Imperiului ca unul dintre cei mai mari diplomați. După ce a îndeplinit funcția de ambasador la curtea țarului Bulgariei Constantin Tich, el s-a retras pentru câțiva ani din viața publică și a făcut din educarea tinerilor singura sa ocupație.
Între timp, împăratul Mihail al VIII-lea, temându-se de o nouă invazie a cruciaților latini, a propus papei Clement al IV-lea reunirea bisericilor greacă și latină, iar negocierile care au urmat s-au purtat pe parcursul domniilor a cinci papi, Clement al IV-lea, Grigore al X-lea, Ioan al XXI-lea, Nicolae al III-lea și Martin al IV-lea. Akropolites a fost ales ca ambasadorul împăratului bizantin, iar în 1273 a fost trimis la papa Grigore al X-lea. În 1274, la Al doilea conciliu de la Lyon, el a confirmat prin jurământ în numele împăratului faptul că confesiunea de credință trimisă anterior de către suveranul pontif la Constantinopol fusese adoptată de către greci. Cu toate acestea, reunirea celor două biserici creștine a întâmpinat o considerabilă opoziție în Bizanț și până la urmă a fost respinsă. Ea și-a atins totuși scopul principal, anume cel al amânării și până la urmă al îndepărtării unui atac latin asupra Constantinopolului. În 1282, Akropolites a fost trimis încă o dată trimis în Bulgaria, după care la puțină vreme a încetat din viață.

## Opere
Opera istorică a lui Georgios Akropolites, Anale, acoperă perioada de la cucerirea Constantinopolului de către cruciați în timpul Cruciadei a patra în 1204 până la recucerirea acestuia de către Mihail Paleolog în 1261, constituind astfel o continuare a operei lui Niketas Choniates. Lucrarea lui Akropolites este prețioasă prin aceea că este elaborată de un contemporan al faptelor descrise, ale cărui funcții de mare logothet, comandant militar și ambasador confidențial i-au permis să abordeze faptul istoric din perspectiva unui observator al evenimentelor.
Akropolites este considerat o autoritate demnă de toată încrederea în ceea ce privește faptele descrise, iar limbajul folosit este comprehensibil, deși el demonstrează o particulară lipsă de interes față de construcția frazei. Stilul său este arhaizant, dar lucid.
De asemenea, el a fost autor al unor scurte lucrări, printre care orația de la funeraliile împăratului Ioan Vatatzes, un epitaf pentru soția sa Irina Laskarina și un panegiric pentru împăratul Theodor al II-lea Laskaris. Pe când era prizonier în Epir, el a scris două tratate asupra Sfântului Duh.

## Ediții
- Editio princeps de Leo Allatius (1651);
- Ediția de la Bonn (ed. I. Bekker), 1836;
- Georgii Akropolitae Opera (ed. A. Heisenberg),  vol. 1–2, Leipzig, 1903; retipărită și corijată de P. Wirth, Stuttgart, 1978;
- George Akropolites, The History (ed. Ruth Macrides), Oxford, Oxford University Press, 2007.